# Бедарев, Евгений Александрович (политик)
Бедарев, Евгений Александрович (род. 2 мая 1968, г. Новокузнецк, Кемеровская область, РСФСР, СССР) — исполняющий обязанности мэра Новокузнецка с 6 августа 2024 года до 26 декабря 2024 года.
С декабря 2024 года — первый заместитель мэра города Новокузнецк. 

## Биография
Родился 2 мая 1968 года в Новокузнецке. В 1992 году окончил Кузбасский политехнический институт.
С 1992 — 1995 г. работал на Шахте «Зыряновская» горным мастером и помощником начальника участка.
В 1997 — 2013 г. работал в администрации Орджоникидзевского района города Новокузнецка. Работал ведущим специалистом, начальником отдела ЖКХ, заместителем главы, 
главой района. Тогда же закончил КузГТУ по специальности «государственное и муниципальное управление».
С июня 2013 года Евгений Александрович назначен на должность первого заместителя главы города Новокузнецк. Председатель межмуниципального координационного комитета по развитию Южно-Кузбасской агломерации.  На посту первого заместителя мэра Бедарев курирует транспортную, экологическую, дорожно-коммунальную, предпринимательскую, промышленную и некоторые другие сферы в городе.  
Женат, имеет сына. Дочь погибла в автомобильной аварии. 
С декабря 2024 года — первый заместитель главы города Новокузнецк 

## Доходы и имущество
Согласно последней опубликованной декларации за 2021 год, доход Бедарева за 12 месяцев составил 1 миллион 435 тысяч рублей. На тот момент он совместно с супругой владел квартирой площадью 65,7 квадрата и лично — земельным участком на 1590 квадратов. Также чиновнику принадлежит автомобиль Renault Koleos. 

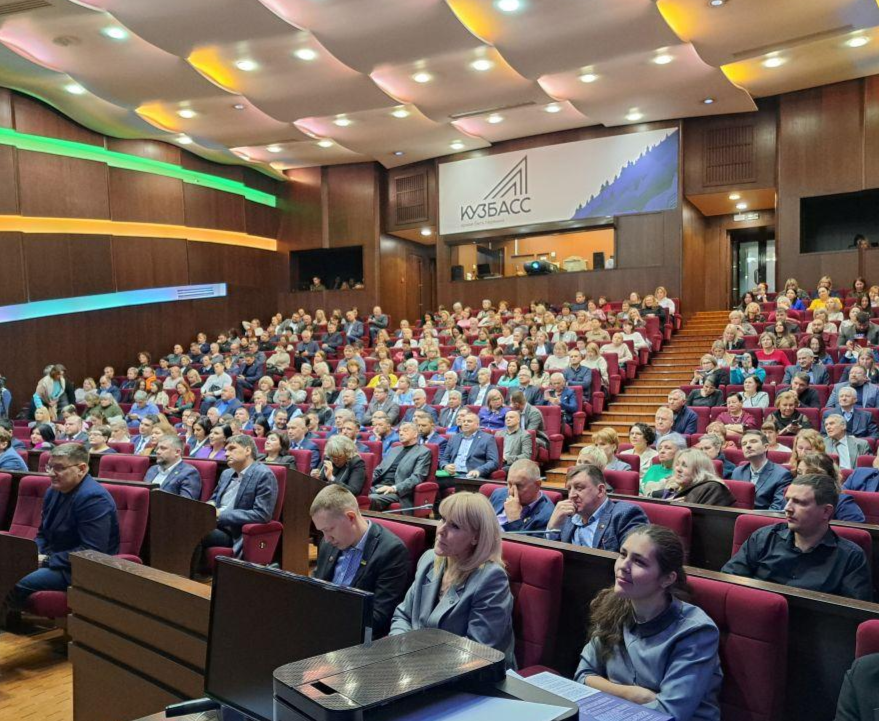
Депутаты Городского Совета

## Городские протесты
В ноябре 2020 года в Новокузнецке началась активная фаза транспортной реформы. Новый перевозчик должен был начать перевозить горожан по оптимизированной маршрутной схеме, однако в первые дни это получалось плохо, что привело к транспортному коллапсу и совместным протестам недовольных пассажиров и прежних перевозчиков в здании мэрии.  
Протесты в Администрации Новокузнецка длились почти три дня, и выслушивать возмущения протестующих в основном пришлось как раз первому заместителю главы города Евгению Бедареву.  
Экс-мэр Сергей Кузнецов на тот момент отсутствовал — по официальной версии «для решения личных вопросов».

## Выборы мэра
25 декабря прошло заседание конкурсной комиссии по отбору на пост главы города Новокузнецка. 
В Новокузнецке депутаты Городского Совета 26 декабря 2024 года избрали мэра города. Денис Павлович Ильин стал новым мэром Новокузнецка, за него отдано — 28 голосов. 
На пост мэра претендовали четыре человека, среди них не было Евгения Бедарева. Инаугурация Дениса Ильина прошла 27 декабря 2024 года.

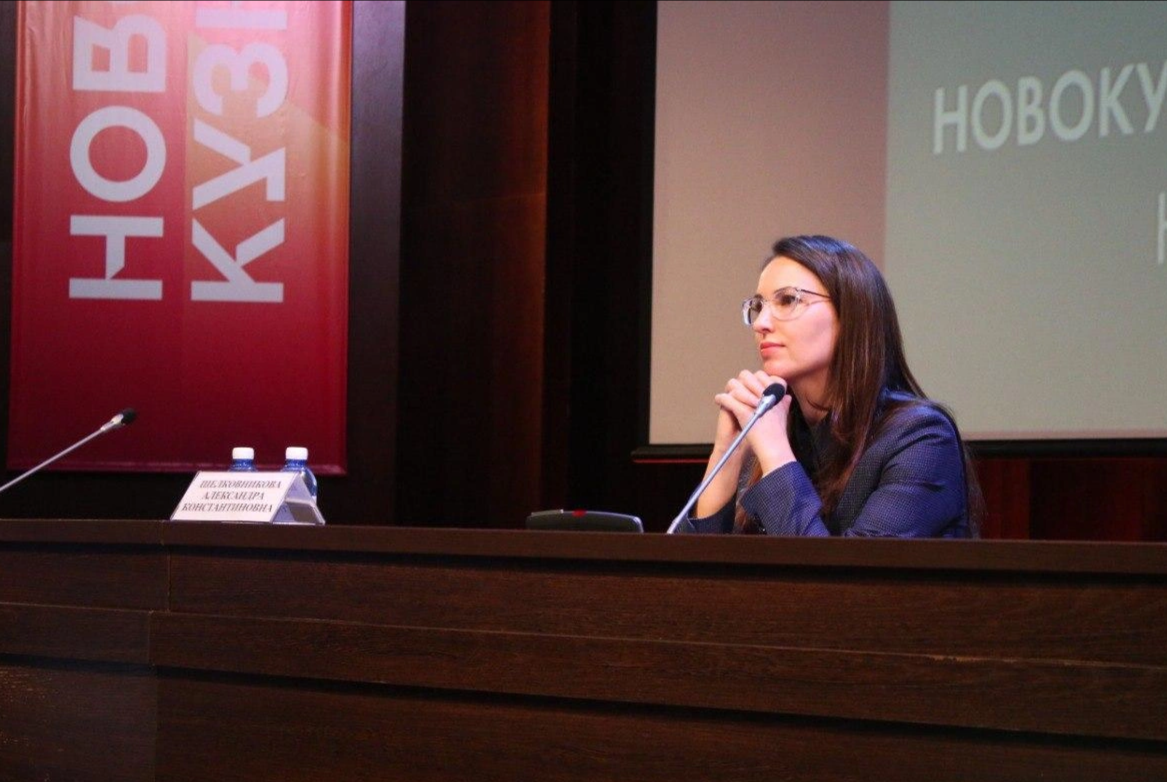
Выборы Главы города Новокузнецк в горсовете Новокузнецка 26 декабря 2024 года